# Elisabeth Nyström
Agata Margareta Elisabeth Nyström, född Rosenius den 28 oktober 1848 i Stockholm, död 15 september 1889 i Paris, var en svensk målare. 
Hon var dotter till lekmannapredikanten Carl Olof Rosenius och Agatha Ulrica Lindberg och gift med civilingenjören och vd för AB Separator Martin Filip Nyström. Efter mogenhetsexamen studerade hon vid Musikaliska akademien och Konstakademien i Stockholm. 
Efter studierna engagerade hon sig i välgörenhet och inspirerades 1880 till att grunda Föreningen för sömmerskor av en dansk motsvarighet, Gjensidig Hjealpforening for Kvindelig Haandarbeidere, vars stadgar hon närmast kopierade då hon skapade sin egen förening i Sverige. Nyström ledde föreningen till sin död i Paris 1889, då hon efterträddes av tidigare ekonomiansvarig Anna Kylén: även hennes make var fram till 1916 engagerad skattmästare och sekreterare.